# Embargo sur les armes contre la Chine
L'embargo sur les armes contre la Chine est un embargo mis en place par l'Union européenne et par les États-Unis en 1989 à la suite de la répression des manifestations de la place Tian'anmen. La Chine appelle à une levée de l'interdiction par l'Union européenne depuis de nombreuses années, soutenue en cela par certains membres du Conseil de l'Union européenne dont le nombre varie selon les circonstances.

## Histoire
Les États-Unis ont également mis en place un embargo sur les armes contre la Chine, décidé par George H. W. Bush le 5 juin 1989 et mis en place légalement en février 1990. A la différence de l'embargo de l'Union européenne, l'embargo des États-Unis induit des sanctions pénales en cas d'infractions, mais possède également des dérogations occasionnellement utilisés 13 fois entre 1989 et 1998.
Le 27 juin 1989, le Conseil de l’Union européenne décide d'un embargo sur les armes contre la Chine en plus d'arrêter toutes coopérations militaires avec cette dernière, pour protester contre les répressions des manifestations de la place Tian'anmen et pour le non-respect des droits de l'homme,. Cet embargo ne repose pas sur un cadre juridique, mais sur mais sur une simple déclaration, l'Union européenne ne possédait pas de politique étrangère commune à ce moment-là. Cet embargo n'est ainsi à ses débuts qu'une somme de mesures nationales.
Le 8 juin 1998, un code de conduite concernant les exportations d'armes (CCUEEA) est adopté par l'Union européenne, permettant une meilleure coordination des sanctions entre les États-membres et pour permettre un jour de lever l'embargo tout en gardant un contrôle des exportations d'armes,,. Ce code de conduite ne possède pas d'éléments contraignant ni juridique, mais induit une coopération et un échange d'information entre pays membre de l'Union européenne.
Courant 2003, la France prend l'initiative d'un mouvement au sein de l'Union européenne pour lever l'interdiction, dans un contexte marquée par une défiance de la France envers les États-Unis, à la suite de l'invasion de l'Irak. L'ancien chancelier allemand Gerhard Schröder a publiquement ajouté sa voix à celle de l'ancien président français Jacques Chirac pour que l'embargo soit levé. Le Parlement européen s'est dit opposé fin 2003 à la suppression de l'embargo. Bien que son accord ne soit théoriquement pas nécessaire. Entre le 7 et 9 décembre 2004, lors d'un sommet UE-Chine aux Pays-Bas, l'embargo sur les armes est un sujet débattu et médiatisé. Dans la période qui a précédé le sommet, la Chine s'est efforcé d'accroître la pression sur le Conseil européen en faisant valoir que l'embargo pouvait altérer les relations qu'elle entretenait avec l'Union européenne. Le vice-ministre des Affaires étrangères chinois, Zhang Yesui, a qualifié l'interdiction de « dépassée » et a affirmé à la presse : « si l'interdiction est maintenue, les relations bilatérales en seront définitivement affectées ». Finalement, le Conseil de l'UE n'a pas cédé. Le porte-parole européen François le Bail a déclaré qu'il existait encore des incertitudes quant à l'engagement de la RPC en faveur des droits de l'homme. Dans le même temps, l'UE a déclaré vouloir travailler avec la Chine pour parvenir à une levée de l'interdiction.
Le 1er février 2005, la chambre des représentants des États-Unis demande à l'Union européenne à la quasi-unanimité de ne pas supprimer son embargo. Dans le même temps, le Congrès américain menace également l'UE de restrictions dans le transfert de technologie militaire en cas de levée. En février 2005, Jacques Chirac souhaite la levée de cet embargo, en concertation avec les États-Unis. En 2005, des pourparlers pour suspendre l'embargo ont encore lieu, soutenus notamment par la France, l'Allemagne et l'Italie,, et combattus par le Royaume-Uni, l'Irlande, et le Danemark. En 2005, le Parlement européen au travers de plusieurs résolutions réaffirme son opposition à la levée de l'embargo. La loi antisécession que la RPC vote en mars 2005 accroît les tensions. Plusieurs membres de l'UE changent d'avis. Le Conseil européen ne parvient pas à un consensus et, bien que la France et l'Allemagne aient œuvré contre l'interdiction, celle-ci est maintenue.
La Grande-Bretagne prend la charge de la présidence de l'Union européenne en juillet 2005, rendant compliqué la levée de l'embargo pendant cette période. En effet, ce pays a toujours émis de sérieuses réserves sur le sujet, notamment afin de préserver la qualité des relations entre l'UE et les États-Unis. L'élection de José Manuel Durão Barroso comme président de la Commission européenne rend elle aussi une éventuelle levée des sanctions plus difficile. Lors d'une réunion avec les dirigeants chinois tenue à la mi-juillet 2005, Barroso déclare que le médiocre bilan de la Chine sur le plan des droits de l'homme justifie que le processus d'une modification de l'interdiction de ventes d'armes à la Chine soit mis en veilleuse. De plus, certains changements politiques affectent la position de l'Union européenne sur le sujet. Schröder perd les élections fédérales allemandes de 2005 contre Angela Merkel, qui devient chancelière le 22 novembre 2005. Cette dernière déclare son opposition à une levée de l'interdiction. 
En décembre 2008, le Conseil de l'Union européenne adopte des règles communes pour contrôler des exportations de technologie et d’équipements militaires en remplacement du code de conduite, cependant ces règles communes, comme le code de conduite n'ont pas de valeurs contraignantes et ne sont qu'un engagement moral.
La Haute Représentante Catherine Ashton a proposé des plans pour lever l'embargo en 2010, déclarant que « l'embargo actuel sur les armes est un obstacle majeur pour le développement de la politique étrangère de coopération et de sécurité UE-Chine ». En novembre 2010, lors de la visite en France de Hu Jintao, Nicolas Sarkozy réaffirme dans un communiqué que l'embargo sur les armes devrait être levé. La levée de l'embargo est soutenue principalement par la France et par l'Espagne, quand son maintien est soutenue par le Royaume-Uni, les Pays-Bas et l'Allemagne. Sa suppression nécessitant l'accord unanime des ministres des affaires étrangères des membres de l'Union européenne.

## Impacts, dérogations et exportations d'armes
L'embargo sur les armes possède des dérogations tant sur le matériel non létal que sur le matériel létal, dérogations qui sont décidées à la discrétion des États vendeurs. Entre 2001 et 2005, 968 licences d'exportations d'armes vers la Chine ont été accordées, principalement par le Royaume-Uni et la France, pour 147 licences rejetées.
Par exemple, malgré l'embargo, une source américaine affirme que l'UE aurait vendu en 2003 plus de 400 millions d'€ d'exportations de défense à la Chine, et plus tard approuvé la vente de sous-marins et de technologie de radar.
L'embargo sur les armes a limité les options de la Chine dans sa recherche de matériel militaire. Elle s'est adressée à l'ancien bloc soviétique avec qui elle avait une relation tendue à la suite de la rupture sino-soviétique. Les autres fournisseurs incluaient dans un premier temps Israël et l'Afrique du Sud, mais la pression américaine a restreint leur coopération.